# Les Lettres françaises
Les Lettres françaises waren eine dem Parti communiste français nahestehende literarische Zeitschrift in Frankreich.

## Geschichte
Gründungsjahr der Publikation war 1941, als Gründer traten Jacques Decour und Jean Paulhan auf. Es handelte sich zunächst um eine Geheimzeitschrift der französischen Widerstandsbewegung. Mitarbeiter waren unter anderem Louis Aragon, François Mauriac, Claude Morgan, Edith Thomas, Georges Limbour, Raymond Queneau und Jean Lescure.
Nach der Befreiung und bis 1972 wurden Les Lettres françaises unter der Leitung von Louis Aragon von der KPF finanziert. Als Aragons langjähriger Mitarbeiter fungierte Pierre Daix. Die an sich qualitätvolle Publikation geriet in die Verwicklungen des beginnenden Kalten Krieges, als sie auf der Basis falscher Dokumente des Journalisten und Sowjetagenten André Ullmann den abtrünnigen sowjetischen Offizier Wiktor Krawtschenko als amerikanischen Spion und sein 1947 auf Französisch erschienenes Buch Ich wählte die Freiheit als Desinformation bezeichneten.
Krawtschenko klagte gegen die Zeitschrift wegen Verleumdung. Der Prozess Krawtschenko galt als „Jahrhundertprozess“, es traten etwa 100 Zeugen auf, darunter Margarete Buber-Neumann, die die Realität des von Krawtschenko beschriebenen sowjetischen Zwangssystems (Holodomor, Gulag) überzeugend darlegten. Die Zeitschrift wurde in der Folge im April 1949 wegen Verleumdung verurteilt. Ähnlich gestaltete sich 1951 der Ausgang des Verfahrens, das David Rousset gegen die Zeitschrift angestrengt hatte, in ihm trat Alexander Weißberg-Cybulski als Zeuge auf.
Les Lettres françaises bezog Position gegen die sowjetische Intervention in der Tschechoslowakei im August 1968, in der Folge kam es zur Kündigung zahlreicher Abonnements von Institutionen aus dem Bereich des Warschauer Paktes. Die Zeitschrift wurde schwer defizitär und musste 1972 eingestellt werden, sie erscheint aber derzeit wieder als regelmäßige Beilage von L’Humanité.